# نیازمند منبع

نمونهٔ نمایش‌یافتهٔ الگوی نیازمند منبع در ویکی‌پدیای انگلیسی

«[نیازمند منبع]» (انگلیسی: Citation needed) برچسبی است که ویرایشگران ویکی‌پدیا برای درخواست افزودن یادکرد، آن را به ادعاهای فاقد منبع مقاله‌ها می‌افزایند. این اصطلاح بازتاب‌دهندهٔ سیاست‌های تأییدپذیری و تحقیق دست اول ممنوع در ویکی‌پدیا بوده و به یک میم اینترنتی متداول تبدیل شده‌است. در ویکی‌پدیای فارسی، شکل نمایش‌یافتهٔ این الگو به این شکل است: 

## کاربرد در ویکی‌پدیا
ویرایشگران بر پایه سیاست ویکی‌پدیا باید برای محتوا منبع بیفزایند تا از دقت و بی‌طرفی آن اطمینان حاصل شده و از ارائهٔ تحقیق دست اول جلوگیری شود. در ژوئن ۲۰۰۵، یکی از ویرایشگران ویکی‌پدیا با نام کریس شرلوک با نام کاربری Ta bu shi da yu الگوی «نیازمند منبع» را جهت افزودن به عبارت‌های بدون منبعی که نیاز به تأییدپذیری دارند، ایجاد کرد. از این الگو مکرراً در مقاله‌ها استفاده شده‌است—۱۳٬۴۹۰ صفحه در ویکی‌پدیای فارسی با این الگو نشانه‌گذاری شده‌اند.

## استفاده خارج از ویکی‌پدیا

یک کامیک xkcd که یک معترض با یک پلاکارد «[نیازمند منبع]» را به‌تصویر کشیده‌است.

در سال ۲۰۰۷ وب‌کامیک Xkcd کامیکی را منتشر کرد که «معترض ویکی‌پدیایی» نام داشت. در این کامیک، گروهی از مردم در حال گوش دادن به سخنرانی یک سیاستمدار هستند و یک معترض پلاکاردی را بالا می‌آورد که روی آن عبارت «[نیازمند منبع]» با رنگ آبی خاص ویکی‌پدیا و ابرپیوند داخلی نوشته شده‌است. این کامیک همچنین منجر به ظهور یک میم در ویکی «اکسپلین Xkcf» شد که طبق آن، افراد برچسب «نیازمند منبع» را پس از عبارت‌های بدیهی قرار می‌دادند. رندال مونرو، خالق Xkcd، به طریقه‌ای مشابه از برچسب «نیازمند منبع» در وبلاگ خود با نام What if? استفاده کرد، و متعاقباً از این برچسب در کتاب گردآوری مجموعه مدخل‌های این وبلاگ نیز استفاده کرد.
در سال ۲۰۰۸، مت ماچتلی استیکرهایی را با استفاده از برچسب «[نیازمند منبع]» چاپ کرد و از مردم خواست که آن‌ها را به محتوای تبلیغاتی بچسبانند. بعدها نام «ویکیفیتی» برای این گونه از گرافیتی‌ها انتخاب شد.

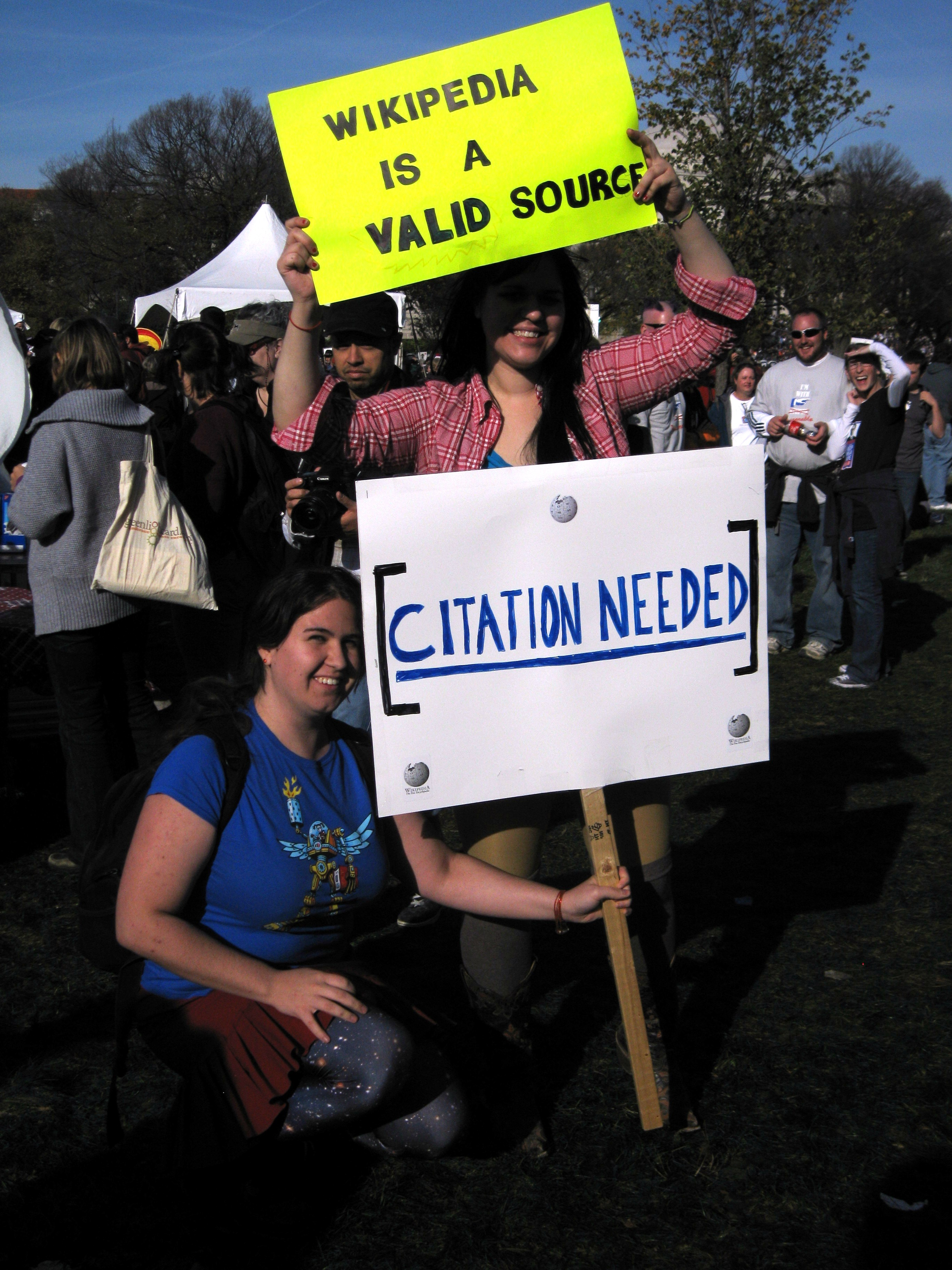
«معترضان» در گردهمایی برای بازگرداندن سلامت و/یا ترس، ۲۰۱۰

در سال ۲۰۱۰، مجری‌های تلویزیونی آمریکا از جمله جان استوارت و استیون کلبر گردهمایی برای بازگرداندن سلامت و/یا ترس را در نشنال مال واقع در واشینگتن، دی.سی. میزبانی کردند که در آن، بعضی «معترضان» پلاکاردهایی حاوی عبارت «[نیازمند منبع]» را در دست گرفتند.
در سال ۲۰۱۱، کارل تئودور تسو گوتنبرگ، وزیر دفاع آلمان با اتهام دستبرد فکری در پایان‌نامهٔ دکترای خود مواجه شد. معترضان با پلاکاردهای «[نیازمند منبع]» خواستار توجه به بسیاری از متن‌های موجود در پایان‌نامهٔ او شدند که منابع آن‌ها مشخص نبود.